# Montereau-Fault-Yonne
Montereau-Fault-Yonne és un municipi francès, situat al departament de Sena i Marne i a la regió de l'Illa de França.
Forma part del cantó de Montereau-Fault-Yonne, del districte de Provins i de la Comunitat de comunes del Pays de Montereau.

## Història
Durant la guerra dels Cent Anys, en 1437 fou presa als anglesos per Carles VII de França i Carles IV del Maine després d'un setge.